# Polyplectropus ulmeriana
Polyplectropus ulmeriana är en nattsländeart som beskrevs av Oliver S. Flint Jr. 1983. Polyplectropus ulmeriana ingår i släktet Polyplectropus och familjen fångstnätnattsländor. Inga underarter finns listade i Catalogue of Life.